# Danja
Floyd Nathaniel Hills (Virginia Beach, 22 februari 1982), beter bekend als Danja of Danjahanz, is een Amerikaans producer, componist en songwriter. Hij won een Grammy.

## Geschiedenis
Hills werd geboren in Virginia Beach in de Amerikaanse staat Virginia en leerde in zijn vroege tienerjaren drums en piano spelen. Hij begon zijn carrière in de plaatselijke kerk. In 2001 ontmoette hij Timbaland en mocht hij muziek voor hem spelen. Twee jaar later nam hij Hills mee naar Miami om te werken in zijn studio.

## Carrière

### 2006-2008
Samen met Timbaland produceerde Hills vele nummers die de producer hielp om in 2006 terug te keren in de spotlights. Hits zoals "Promiscuous" en "Say It Right" door Nelly Furtado, "SexyBack", "What Goes Around..." en "My Love" door Justin Timberlake en anderen, waaronder "Love Story" van Katharine McPhee, "Innocence" en "Earth Intruders" van Björk, en zowel "Give It to Me" als "The Way I Are" van Timbalands tweede studioalbum Shock Value.
In 2007 werkte Hills met Britney Spears aan haar terugkeer en produceerde de singles "Gimme More", "Break the Ice" van haar album Blackout. Hij produceerde ook "Wonder Women" van Treyz Songz. In 2008 werkte hij opnieuw samen met zijn mentor Timbaland op de singles Madonna's "4 Minutes" en "Miles Away" van haar album Hard Candy. Hij co-produceerde Simple Plans "When I'm Gone" van het zelfgetitelde album. Met Mariah Carey werkte hij aan "Migrate" op haar E=MC². Ook maakte hij een paar nummers voor Danity Kanes album Welcome to the Dollhouse. Recentelijk rondde hij Ciara's nieuwe album Fantasy Ride af die in 2009 uitkwam en daarvoor produceerde hij Cassies single "Official Girl".

## Discografie
De volgende door Danja ge(co)produceerde singles bereikten de singlecharts.
| Jaar | Nummer                             | Artiest                                         | Hot 100 | Top 75 | Top 40 | Ultratop 50 |
| ---- | ---------------------------------- | ----------------------------------------------- | ------- | ------ | ------ | ----------- |
| 2006 | "Maneater"                         | Nelly Furtado                                   | 16      | 1      | 10     | 9           |
| 2006 | "Promiscuous"                      | Nelly Furtado ft. Timbaland                     | 1       | 3      | 9      | 6           |
| 2006 | "SexyBack"                         | Justin Timberlake                               | 1       | 1      | 7      | 3           |
| 2006 | "My Love"                          | Justin Timberlake ft. T.I.                      | 1       | 2      | 19     | 16          |
| 2006 | "All Good Things (Come to an End)" | Nelly Furtado                                   | 86      | 4      | 1      | 1           |
| 2007 | "What Goes Around..."              | Justin Timberlake                               | 1       | 4      | 13     | 8           |
| 2007 | "Say It Right"                     | Nelly Furtado                                   | 1       | 10     | 2      | 5           |
| 2007 | "Give It to Me"                    | Timbaland ft. Nelly Furtado & Justin Timberlake | 1       | 1      | 7      | 4           |
| 2007 | "LoveStoned"                       | Justin Timberlake                               | 17      | 11     | 8      | 14          |
| 2007 | "Until the End of Time"            | Justin Timberlake ft. Beyoncé                   | 17      | —      | tip    | —           |
| 2007 | "The Way I Are"                    | Timbaland ft. Keri Hilson, D.O.E. & Sebastian   | 3       | 1      | 4      | 2           |
| 2007 | "Ayo Technology"                   | 50 Cent ft. Justin Timberlake & Timbaland       | 5       | 2      | 17     | 13          |
| 2007 | "Do It"                            | Nelly Furtado                                   | 88      | —      | 16     | 35          |
| 2007 | "Gimme More"                       | Britney Spears                                  | 3       | 3      | 5      | 14          |
| 2008 | "When I'm Gone"                    | Simple Plan                                     | —       | 26     | —      | —           |
| 2008 | "Scream"                           | Timbaland ft. Keri Hilson & Nicole Scherzinger  | —       | 12     | 15     | 15          |
| 2008 | "4 Minutes"                        | Madonna ft. Justin Timberlake                   | 3       | 1      | 1      | 1           |
| 2008 | "Break the Ice"                    | Britney Spears                                  | 18      | 15     | tip    | —           |
| 2008 | "Miles Away"                       | Madonna                                         | —       | 39     | 11     | 31          |
| 2008 | "Sober"                            | P!nk                                            | 15      | 9      | 3      | 10          |
| 2008 | "Turnin' Me On"                    | Keri Hilson                                     | 15      | —      | —      | —           |
| 2009 | "Work"                             | Ciara                                           | —       | —      | 52     | —           |